# Staffelsberg
Der Staffelsberg ist eine Erhebung nahe der bayerischen Kurstadt Bad Kissingen im unterfränkischen Landkreis Bad Kissingen.

## Geographie

### Lage
Der 382 m ü. NHN  gelegene Berg befindet sich im Nordwesten Bad Kissingens und schließt an den Stadtteil Garitz an. In nördlicher Richtung wird er vom Ilgenberg und der 312 Meter hohen Steinkuppel begrenzt, an die sich wiederum die Staatsstraße St 2792 zum Wildpark Klaushof und zum Stadtteil Poppenroth und das Kaskadental anschließen. Am Ostrand wird der Staffelsberg von den Straßen Bismarckstraße und In der Au begrenzt, an die sich der Rosengarten (Bismarckstraße) und der Flugplatz (In der Au) anschließen.

### Geologie
An den Kuppen des Staffelbergs finden sich noch Reste von Muschelkalk, Ablagerungen des einstigen Muschelkalkmeeres. Zudem gibt es hier eine etwa 1.000 m lange und 250 breite aus grobkörnigem Buntsandstein bestehende Scholle.

## Geschichte
Der Name des Staffelsberges steht in Zusammenhang mit dem Weinbau, der hier einst stattgefunden hat. Von den Weinbauern wurden am Hang Stufen (Staffeln) angelegt, die ein Abrutschen des Erdreichs verhindern sollten.
Der auf einem Spazierweg am Ostrand des Staffelberges befindliche „Heidenopferstein“ war ursprünglich ein Findling, der sich im Euerdorfer Forst in der Abteilung Brandleite befand. Im damaligen Auraer Kloster (der heutigen Ruine Aura) wurde versucht, aus dem Stein einen Taufstein zu meißeln; unter welchen dies geschah, ist nicht mit letzter Sicherheit erwiesen. In den 1880er Jahren kam der Heidenopferstein an seinen jetzigen Standort am Staffelsberg.
Am 29. August 1883 wurde auf dem Staffelsberg der nach König Ludwig I. benannte und heute ebenfalls unter Denkmalschutz stehende Ludwigsturm eingeweiht. Neben dem als Aussichtspunkt konzipierten Turm befindet sich heute ein Schulungszentrum des Diözesanverbands Würzburg der St.-Georgs-Pfadfinder.

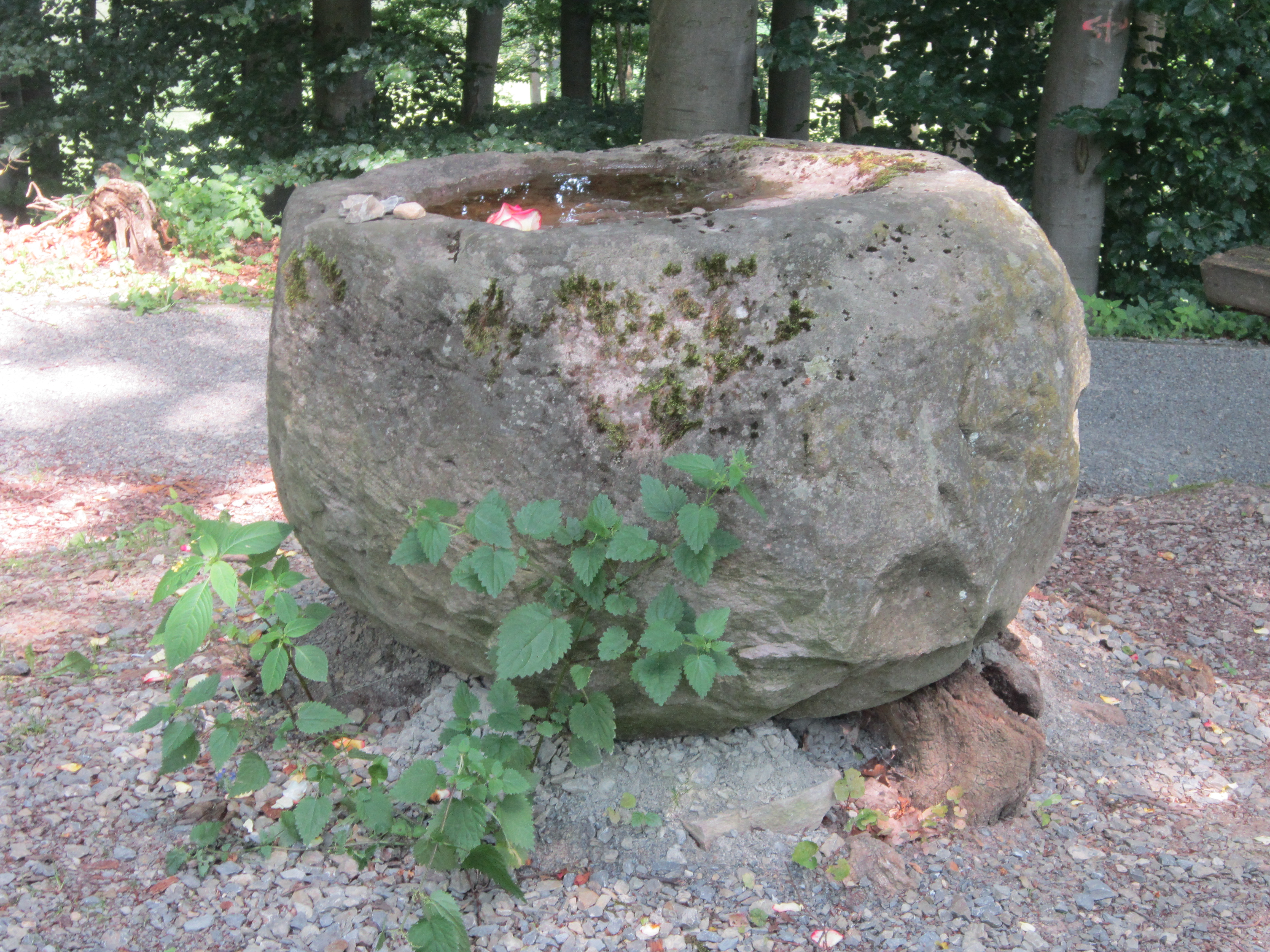
Der „Heidenopferstein“
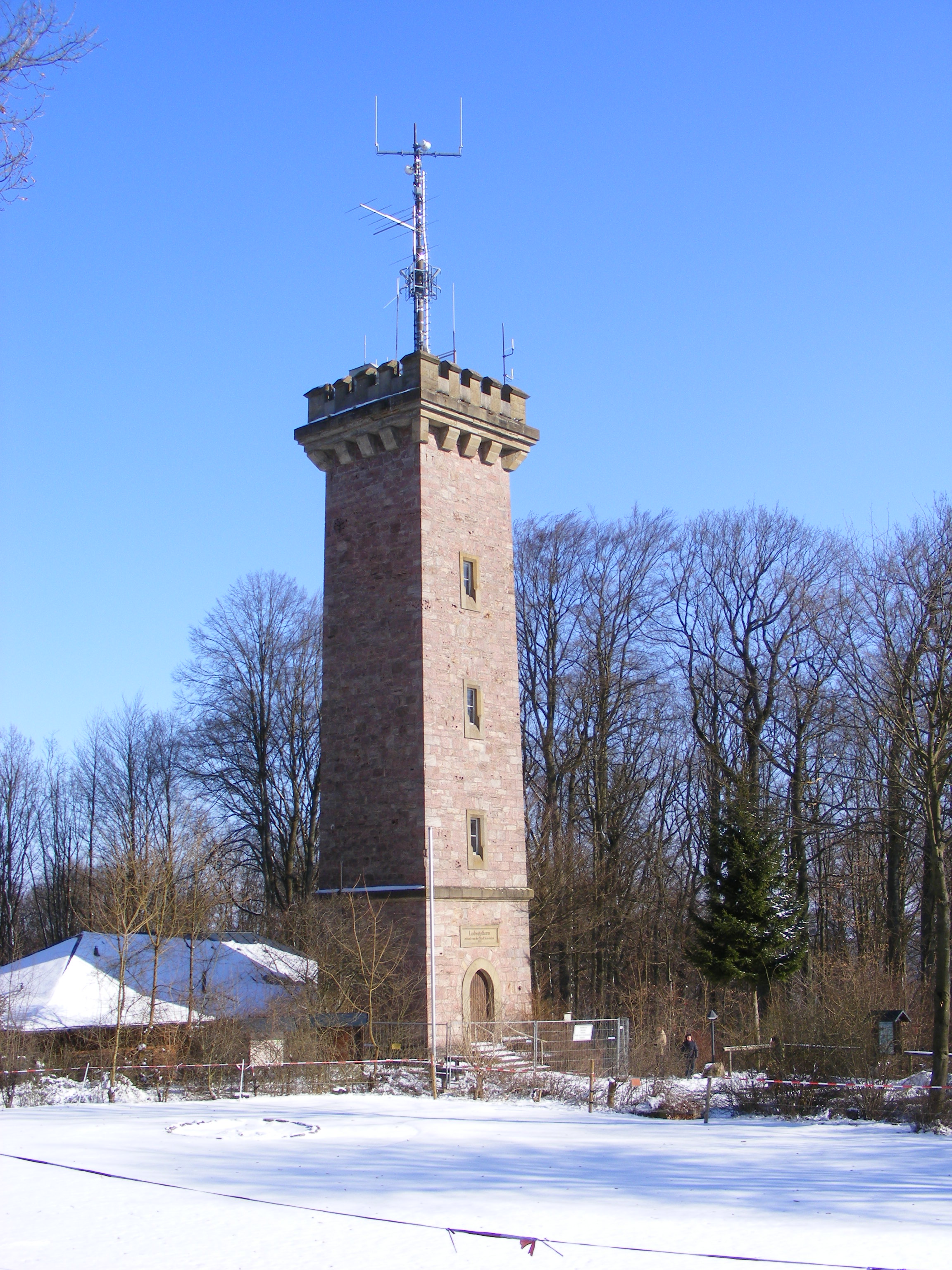
Der Ludwigsturm